# Società anonima delle strade ferrate della Lombardia e dell'Italia Centrale
La Società anonima delle strade ferrate della Lombardia e dell'Italia Centrale fu una società a capitale privato misto anglo-franco-italiano costituita, in seguito alla spartizione del territorio, e delle ferrovie in esso costruite, in costruzione o in progetto, conseguente alla sconfitta dell'Austria nella seconda guerra di indipendenza, susseguentemente alla convenzione del 25 giugno 1860 tra i Ministri di S.M. il Re Vittorio Emanuele II per i Lavori pubblici e per le Finanze e la precedente Imperial-regia società privilegiata delle strade ferrate lombardo-venete e dell'Italia Centrale.

## Storia
Il complicato iter che conduce alla nascita della società affonda le sue radici nel complesso periodo storico costituito dal decennio 1850-1860. La convenzione stipulata tra i ministri dei Lavori pubblici e delle Finanze del Regno d'Italia (appena costituito) il 25 giugno 1860 e approvata da Parlamento del regno, costituito da Senato e Camera dei deputati il successivo 8 luglio, si limitava infatti a ratificare, con le opportune modifiche di composizione delle quote di capitale, delle garanzie e dei rappresentanti, la precedente convenzione che la precedente società (imperial-regia privilegiata) aveva firmato con il governo austriaco il 14 marzo 1856 e con i governi, austriaco, parmense, modenese, toscano e pontificio tre giorni dopo, il 17 marzo. Non erano estranei fatti storici quali la seconda guerra di indipendenza che aveva comportato il frazionamento della rete ferroviaria del Lombardo-Veneto e i complessi intrecci economici relativi alla costruzione e all'esercizio delle ferrovie.

## Le premesse
La costruzione delle ferrovie da parte dello Stato, tecnicamente e operativamente eccellente, per la carenza di fondi disponibili finì per bloccarsi così nel 1854 una nuova legge per le concessioni diede inizio alla fase delle ferrovie private; molte infrastrutture furono completate dalle società private la cui consistenza economica si basava essenzialmente sui capitali Rothschild della casa viennese (con partecipazioni non sempre quantificabili delle omologhe case parigina e londinese).
Il 14 marzo del 1856 una Convenzione concernente l'assunzione, la costruzione e l'esercizio delle ferrovie nel Regno Lombardo-Veneto veniva firmata tra gli Imperial-regi Ministri delle Finanze e del Commercio austriaci e un consorzio di finanzieri e banchieri tra cui primeggiavano i Rotschild delle case viennese, parigina e inglese, Paulin Talabot e altri francesi, Pietro Bastogi, il Duca di Galliera e altri finanzieri italiani. La convenzione prevedeva all'articolo 1 che: L'I.R. Erario cede(sse) ai detti signori le II. RR. Strade ferrate dello Stato situate nel Regno Lombardo-Veneto con tutte le loro pertinenze, si mobili che immobili, eccettuandone soltanto quel tronco che partendo da Verona s'inoltra verso il Titolo meridionale, onde abbiano ad esercitarle ed usufruttuarle per la durata di 90 anni. L'art. 43 concedeva la facoltà al consorzio di banchieri di costituire una Società anonima con residenza a Vienna e di emettere azioni. Il documento prevedeva l'obbligo di completamento dei lavori di costruzione delle tratte non ancora completate. 
Con la convenzione la società acquisiva l'esercizio della Coccaglio-Venezia, della Milano-Treviglio e della costruenda Bergamo-Coccaglio; della Milano-Como, della Verona-Mantova e della Mestre-Casarsa. Si impegnava a costruire la Bergamo-Monza, la Lecco-Bergamo, la Milano-Boffalora, la Milano-Piacenza, la Milano-Sesto Calende, la Mantova-Borgoforte e la Casarsa-Udine-Nabresina e il libero esercizio tra Nabresina e Trieste appartenente alla Ferrovia Meridionale ancora in costruzione.
Il 17 marzo 1856 fu firmata la Convenzione tra l'Austria, lo Stato Pontificio, il Granducato di Toscana e i ducati di Modena e Parma che accordava al marchese Raffaele De Ferrari, Duca di Galliera, la concessione per la costruzione della "Ferrovia Centrale italiana" costituita dalla Piacenza-Parma-Reggio e dalla Mantova-Reggio-Bologna-Pistoia e a Prato. Veniva inoltre accordata la garanzia di un interesse minimo annuale complessivo di lire 6.500.000 attese le gravissime difficoltà dell'esecuzione dei lavori. La società adattava la denominazione in Imperial regia privilegiata società delle ferrovie del lombardo-veneto e dell'Italia centrale in conseguenza di tale assegnazione.
Il 24 maggio dello stesso anno veniva revocata ufficialmente la concessione già accordata (il 16 giugno 1851) alla Società Anonima per la Strada Ferrata dell'Italia Centrale dei Cini riguardo alla Pistoia-Bologna e passata alla nuova società.
I gruppi bancari consorziati si adoperavano per ottenere ulteriori concessioni quali la Vienna-Trieste e della Innsbruck-Verona.
Il 1º gennaio 1859 avvenne la fusione tra la società delle lombardo-venete e dell'Italia Centrale e la società della ferrovia orientale (K.k.p. Kaiser Franz Joseph-Orientbahngesellschaft) costituendo la Kaiserliche königliche privilegierte südliche Staats, Lombardisch-venezianische und Zentral-italienische Eisenbahngesellschaft) con sede sociale a Vienna.
Dopo la sconfitta a la perdita della Lombardia il governo austriaco affidò tutte le linee costruite o in costruzione nel territorio rimasto in suo possesso alla Südbahn (che tra l'altro era anch'essa a capitale maggioritario Rothschild) sottraendole alla competenza della Lombardo-veneta (nella quale era presente notevole capitale francese e italiano)

## La vecchia società riprende vita nel Regno d'Italia
La sconfitta dell'Austria nella seconda guerra di indipendenza comportava la decadenza delle concessioni (privilegio) mentre la successiva ripartizione del territorio del lombardo-veneto, con il confine spostato dal Ticino al Mincio spezzava l'operatività della società con il rischio che venissero compromessi tutti i progetti e i relativi investimenti. Tutto un intreccio di mediazioni vennero intraprese perché si arrivasse ad ottenere una nuova convenzione con lo Stato italiano. Paulin Talabot fu la longa manus dei banchieri Rothschild. Non furono da meno le manovre dei gruppi bancari livornesi facenti capo a Pietro Bastogi ed erano interessati anche altri soggetti tra cui Bartolomeo Cini, il primo finanziatore della Porrettana e il duca di Galliera. La risoluzione presa dal governo italiano fu quella di svincolare la società dai precedenti privilegi e da ogni forma di dipendenza da Vienna ricostituendola con una nuova concessione, che per sommi capi ricalcava quella precedente, tracciava le nuove linee a cui doveva attenersi e elencava le linee ferroviarie che le sarebbero state affidate.
Per quanto riguarda l'Italia centrale la società diveniva concessionaria della costruzione e dell'esercizio della Piacenza-Bologna e della linea per Pistoia; perdeva la concessione della Reggio-Borgoforte ma in cambio otteneva quella per la Bologna-Ferrara-Pontelagoscuro compreso il ponte sul Po.
Nel 1861 la società veniva iscritta nel listino azionario ufficiale della Borsa valori di Milano.

## Il subentro della SFAI
Gli anni successivi furono difficili e provocarono numerosi dissesti a cui provvide la legge n. 2279 del 14 maggio 1865 con la formazione delle tre grandi società ferroviarie: dell'Alta Italia, delle Romane, delle Meridionali. 
Venne così sancita la cessione delle ferrovie del Piemonte, in gran parte statali, accorpandole ad altre private, della Società Vittorio Emanuele, e alcune della Südbahn (dal 1858); complessivamente circa 1.400 km,. Il tutto venne a costituire la rete della dell'Alta Italia e si aggiunse a quanto posseduto già dalla società lombardo-centrale fino a Firenze. Nasceva così la Società per le Ferrovie dell'Alta Italia (SFAI) i cui componenti e finanziatori erano praticamente gli stessi della precedente società; un semplice subentro con acquisizione di ulteriore rete concessa.
Nelle casse del Regno entrarono 188,42 milioni di lire per la cessione di materiale rotabile e strade ferrate alla neo-costituita Società delle Strade Ferrate dell'Alta Italia; in cambio le venne data una concessione della durata di 95 anni. Il Governo inoltre garantì alla Società un prodotto lordo di 28 milioni di lire per l'intera rete.
L'iscrizione in Borsa veniva revocata dieci anni dopo, nel 1871, dalla subentrata SFAI.